# 岐南町図書館
岐南町図書館（ぎなんちょうとしょかん）は、岐阜県羽島郡岐南町にある公共図書館。
岐南町歴史民俗資料館に隣接しており、玄関は共用となっている。

## 概要
元々は旧・岐南町中央公民館（1972年開館）内の図書室であった。現在の建物は羽島郡（当時は岐南町・笠松町・柳津町・川島町の4町）で最初の独立した図書館として、1981年（昭和56年）8月に着工し、1982年（昭和57年）10月完成。同年11月6日開館する。
建物は鉄筋コンクリート造2階建、延床面積は866.274m2。
蔵書数は開館時は1万2890冊。2013年度時点では5万4374冊。2015年度時点では6万8546冊。

## 施設概要
1階
- 幼児・児童向け図書
- 閲覧コーナー

2階
- 一般向け図書

歴史史料などの一部は、本館とは別に、岐南町歴史民俗資料館内にコーナーが設置されている。

## 利用案内
- 開館時間：9：30 - 18：00
- 休館日：月曜日（当日が祝日の時は翌日）、国民の祝日の翌日（土・日曜日・休日と重なる場合はその翌日）・毎月最終金曜日（館内整理日）、年末年始（12月29日 - 1月3日）、その他蔵書点検期間の臨時休館日あり
- 貸出
  - 貸出点数：1人10点まで（ただし、ビデオ・DVDなどはそのうち2点まで）
  - 貸出期間：14日間

## 交通アクセス

### 公共交通機関
- 岐南町コミュニティタクシー「体育館」乗り場より徒歩約1分。
- 名鉄名古屋本線「岐南駅」下車、徒歩約25分。
- 岐阜バス松籟加納線「岐南営業所」バス停より徒歩約10分。
  - 岐阜駅（JR岐阜駅バスターミナル）・名鉄岐阜駅（名鉄岐阜のりば）より【E15】【E17】「岐南営業所」行き
- 岐南町コミュニティバス「岐南中学校前」バス停より徒歩で約5分。

### 自動車
- 国道22号（名岐バイパス）「伏屋」交差点より西へ（岐阜県道175号岐阜岐南線）約2分。

## 周辺施設
- 岐南町総合体育館
- 岐南町立岐南中学校
- エスラインギフ本社